# Hugo Monardes
Hugo Alberto Monardes Gómez (Copiapó, Chile, 11 de junio de 1967) es un exfutbolista, entrenador y profesor de educación física chileno. Jugaba de defensa.

## Clubes

### Como jugador
| Club                 | País  | Año       |
| -------------------- | ----- | --------- |
| Universidad Católica | Chile | 1987-1991 |
| Deportes Antofagasta | Chile | 1991      |
| Universidad Católica | Chile | 1992-1993 |
| Regional Atacama     | Chile | 1994      |
| Unión Española       | Chile | 1995      |
| Everton              | Chile | 1996      |
| Regional Atacama     | Chile | 1997-1998 |

### Como entrenador
| Club                    | País  | Año       |
| ----------------------- | ----- | --------- |
| Athletic Club Barnechea | Chile | 2009      |
| Peñalolén               | Chile | 2010-2011 |
| Santiago Morning        | Chile | 2012      |

## Palmarés

### Torneos nacionales
| Título     | Equipo               | País  | Año  |
| ---------- | -------------------- | ----- | ---- |
| Copa Chile | Universidad Católica | Chile | 1991 |